# Dicranella breviseta
Dicranella breviseta är en bladmossart som beskrevs av Jean Édouard Gabriel Narcisse Paris 1908. Dicranella breviseta ingår i släktet jordmossor, och familjen Dicranaceae. Inga underarter finns listade i Catalogue of Life.